# Кејт Рајан
Катрин Вербек (хол. Katrien Verbeeck; рођена 22. јула 1980. у Тесендерлоу, Белгија), познатија под сценским именом Кејт Рајан (енгл. Kate Ryan) је белгијска певачица и композитор транс, евроденс, и популарне музике позната у многим европским државама и САД. Кејт је представљала Белгију у полуфиналу Песме Евровизије 2006. у Атини са брзом поп песмом Je t'adore.

## Биографија
Кејт Рајан је рођена у породици у којој је свако свирао неки инструмент. У Мерхуту (близу Антверпена), где је одрастала, је све увесељавала својим имитацијама Мадоне, а са осам година је свирала клавир и гитару. Похађала је уметничку школу, смер за дизајн накита. Након свирања гитаре и певања по клубовима, Кејт је почела да пева пратеће вокале за састав Соапбокс, а 1996. године се придружила и фландријском саставу Мелт као композитор и певачица, но како након две године састав још није објавио ништа од студијских снимака, Кејт је напустила састав и њен данашњи менаџер ју је упознао са продуцентом Ендијем Јансонсом. Њен први сингл Scream for more (компоновала заједно са Јансонсом, продуцирао Фил Вајлд) из 2001. попео са на друго место на белгијским лествицама, а убрзо је постала и међународно позната по својој денс обради песме Désenchantée Милен Фармер, која је пет недеља била прва на белгијским лествицама (двоструки платинасти) и постала хит на поп лествицама у бројним другим европским земљама, међу осталим и Холандији, Француској, Немачкој, Аустрији, Норвешкој, Данској, Швајцарској, Шведској, Шпанији и Португалу, а пуштана је и у САД (имала је и концерт у Чикагу), Јужној Африци и другде. На добар међународни пријем су наишли и хитови Libertine и Mon coeur resiste encore / Scream For More. У новембру ове године мајка јој умире од рака, али Рајан се не предаје и 2002. издаје у Европи албум првенац Different за белгијски ЕМИ који се продаје у преко 250.000 примерака. Други албум, Stronger, који укључује и сингл "Only If I", Кејт Рајан је објавила 2004. у Европи и 2005. у Сједињеним државама; продат је у преко милион примерака. Кејт каже да је други албум „зрелији и индивидуалнији“. Мада други нешто више, оба укључују бројне стилове, поп-рок, денс, ритам & блуз, транс, нешто фанка, па чак и неколико балада. Кејт је добила и две награде највеће белгијске музичке телевизије ТМФ, за најбољи спот и најбољу фламанску певачицу.
2006. године, ред да изабере белгијског представника на Песми Евровизије 2006. је био на Фламанској радио-телевизији, која је национални избор Евросонг '06. организовала у четири полуфинала, два полуфинала и финалној вечери 11. фебруара, а за песме су гласала четири национална жирија, публика, чији је глас имао снагу још три члана жирија, и у финалу три међународна жирија (немачки, израелски и пољски–ВРТ је ангажовао два независна професора статистике који су имали задатак да изаберу три земље чији су гласови на Песми Евровизије статистички најприближнији крајњем исходу). Кејт је победила у свим предизборима и националном финалу освојивши притом и највећи број гласова публике, мада је интересантно да није била први фаворит ниједног од четири фламанска национална жирија. Песма Je t'adore је брза, ритмичина, синт-поп и диско песма на енглеском језику (насловна тема је једини део текста на француском) која „хвата“ на прво слушање, као и већина њених других песама. Осим Кејт, песму су писали и шведски композитори Никлас Бергвал, Никлас Кингс и Лиса Грин. На прво место белгијских лествица пробила се одмах.
Кејт пише и компонује и за друге ауторе у различитим стиловима. Певала је пред готово милионском публиком у Берлину на прослави годишњице пада Берлинског зида. Неки је оптужују за плагијаризам. Воли да скија воду, јаше и путује, али каже да „са собом увек носи рекордер како би могла да сними идеје за нове песме које добија на необичним местима“. Кејт покушава да негује стил затегнуте осунчане плавуше која је донекле и самосвесна амазонка. У слободно време за пријатеље и даље прави накит и ситнице, а потписала је и линију сунчаних наочара.

## Дискографија

### Албуми
- 2002
- 2004
- 2006
- 2008

### Синглови
- 2001 ""
- 2006 ""
- 2002 ""
- 2002 ""
- 2002 ""
- 2004 ""
- 2004 ""
- 2004 ""
- 2006 "" (са белгијског избора Евросонг '06.)
- 2006 ""
- 2006 ""
- 2007 ""
- 2008 ""
- 2008 ""
- 2008 ""